# Gärdet, Arvika kommun
Gärdet är en bebyggelse norr om Arvika i Arvika kommun. Från 2015 till 2023 avgränsade SCB här en småort.